# Apistosia pogonoprocta
Apistosia pogonoprocta är en fjärilsart som beskrevs av Paul Dognin 1899. Apistosia pogonoprocta ingår i släktet Apistosia och familjen björnspinnare. Inga underarter finns listade i Catalogue of Life.